# Галактическа мисия
„Галактическа мисия“ (на английски: Galaxy Quest) е американска научнофантастична комедия на режисьора Дийн Парисът от 1999 г. Сценарият е на Дейвид Хауърд и Робърт Гордън.
Филмът проследява приключенията на няколко актьори, които трябва да защитят група извънземни от извънземен военен диктатор.

## Награди и номинации
| Награда          | Категория                          | Номиниран(и)                     | Резултат  |
| ---------------- | ---------------------------------- | -------------------------------- | --------- |
| Награда „Хюго“   | Най-добро сценично представяне     | Най-добро сценично представяне   | награда   |
| Награда „Небюла“ | Най-добър сценарий                 | Най-добър сценарий               | награда   |
| Сатурн           | Най-добър актьор                   | Тим Алън                         | награда   |
| Сатурн           | Най-добър научнофантастичен филм   | Най-добър научнофантастичен филм | номинация |
| Сатурн           | Най-добър грим                     | Най-добър грим                   | номинация |
| Сатурн           | Най-добри костюми                  | Най-добри костюми                | номинация |
| Сатурн           | Най-добри специални ефекти         | Най-добри специални ефекти       | номинация |
| Сатурн           | Най-добър режисьор                 | Дийн Парисът                     | номинация |
| Сатурн           | Най-добра актриса                  | Сигорни Уийвър                   | номинация |
| Сатурн           | Най-добър актьор в поддържаща роля | Алън Рикман                      | номинация |
| Сатурн           | Най-добър млад актьор              | Джъстин Лонг                     | номинация |
| Сатурн           | Най-добра музика                   | Дейвид Нюман                     | номинация |